# 鸡场布依族苗族乡
鸡场布依族苗族乡是中华人民共和国贵州省安顺市西秀区下辖的一个民族乡。

## 行政区划
鸡场布依族苗族乡下辖以下村级行政区划单位：
鸡场村、老场村、连石村、黑土村、青山村、濛棚村、孔旗村、朱官村、王官村、磨石村和四方井村。